# Katastrofa lotu Trans World Airlines 903
Katastrofa lotu Trans World Airlines 903 – wydarzyła się 31 sierpnia 1950 roku. Lockheed Constellation należący do linii Trans World Airlines, odbywał lot z Bombaju do Nowego Jorku z międzylądowaniami w Kairze i Rzymie. W samolocie nastąpił pożar i odpadnięcie trzeciego silnika. Samolot rozbił się podczas awaryjnego podejścia do lądowania na Pustyni Libijskiej. Zginęło 55 osób, nikt nie przeżył.

## Przebieg lotu

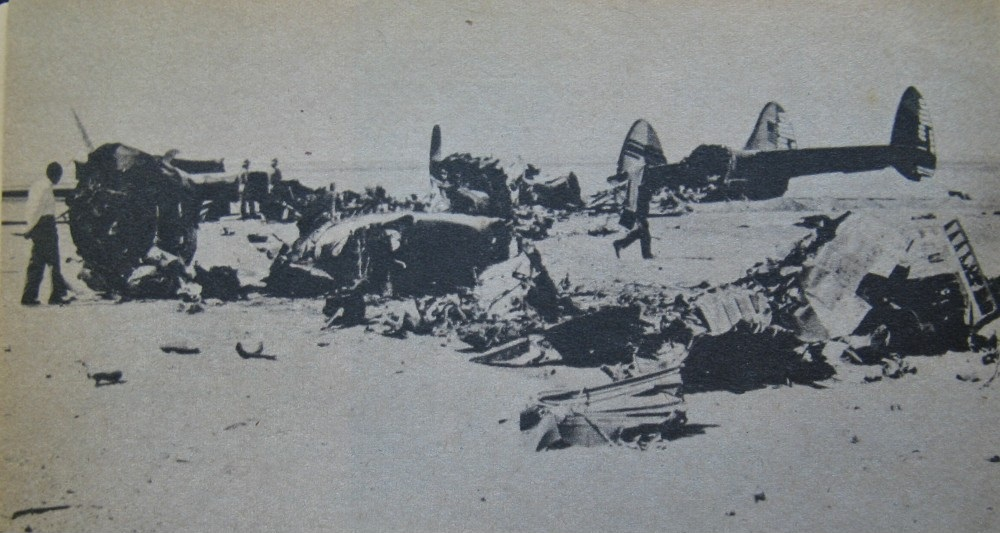
Szczątki maszyny

Lockheed Constellation (N6004C) z 55 osobami na pokładzie (48 pasażerów + 7 członków załogi) wystartował z Kairu do Rzymu o godz. 23:35. Samolot wzniósł się na wysokość 10.000 stóp (3000 m), nagle doszło do pożaru i odpadnięcia silnika nr 3. Piloci maszyny próbowali wylądować na Pustyni Libijskiej ok. 65 mil od Kairu. W czasie podejścia do lądowania samolot spadł na ziemię w okolicach miejscowości Wadi an-Natrun. Zginęło 48 pasażerów i 7 członków załogi. Wśród ofiar był polski architekt Maciej Nowicki wracający z Indii, gdzie pracował nad projektem miasta Czandigarh.

## Przyczyny
Przyczyną katastrofy był pożar silnika, który odpadł, spowodowany uszkodzeniem jego tylnej części. To spowodowało pożar i nieudane lądowanie.